# Constitución de Uruguay de 1952
La Constitución de la República Oriental del Uruguay del año 1952 constituyó un hito muy particular en la historia del constitucionalismo uruguayo, y también a nivel mundial. En efecto, esta nueva Carta Magna consagró el ejecutivo colegiado con el nombre de Consejo Nacional de Gobierno; también suprimió la figura del Vicepresidente de la República.

## Historia
Esta Carta Magna sustituyó a la anterior Constitución de 1942. Fue el resultado de un pacto político entre el presidente Andrés Martínez Trueba, la Lista 14 y el blanco Luis Alberto de Herrera, con el cometido de restarle poder a Luis Batlle Berres.
Sin embargo, la historia del colegialismo en Uruguay era de larga data. No era la primera vez que se planteaba un poder ejecutivo pluripersonal en Uruguay; a principios del siglo XX, José Batlle y Ordóñez miraba con beneplácito el modelo suizo, en el cual varios miembros presidían el gobierno, rotando de a uno; y de hecho, esto se había plasmado parcialmente en la Constitución de 1918, con su Consejo Nacional de Administración, si bien éste coexistía con el presidente de la República, con lo cual había una especie de "presidencia bicéfala".
Esta vez, en cambio, el poder ejecutivo pasó a ser totalmente colectivo, no existiendo en absoluto la figura del presidente de la República. El Consejo Nacional de Gobierno era presidido de manera anualmente rotativa por uno de sus miembros, que era denominado Presidente del Consejo Nacional de Gobierno.
En la práctica, esta formación gubernamental resultó inadecuada, con un funcionamiento lento y pesado. No pocas veces, las decisiones en el seno del Consejo se estancaban por falta de mayoría para votar, o inclusive llegó a suceder que la postura del Presidente del Consejo Nacional de Gobierno quedase en minoría.
Estuvo en vigencia durante 15 años, en los comicios de 1954, 1958 y 1962. Hasta que un plebiscito coincidente con las elecciones de 1967 hizo que entrase en vigencia la Constitución de 1967, con lo cual se suprimió el ejecutivo colegiado.
Cabe destacar que en esta Constitución se creó el Tribunal de lo Contencioso Administrativo.